# وليام تداوس كولمان، الابن
وليام تداوس كولمان، الابن (بالإنجليزية: William Thaddeus Coleman Jr.) ‏(7 أيلول 1920 - 31 مارس 2017) هو محامي وسياسي أمريكي. وكان كولمان وزير النقل الرابع للولايات المتحدة في الفترة من 7 مارس 1975 إلى 20 يناير 1977 وكان ثاني أمريكي من أصل أفريقي يعمل في مجلس وزراء الرئيس الأمريكي. وبصفته محاميا، لعب كولمان دورا رئيسيا في قضايا حقوق مدنية مهمة. كان في زمن وفاته أكبر عضو سابق في مجلس الوزراء عمرا (كان أكبر بخمسة أشهر من جورج شولتز).

## التعليم
تعلم في جامعة بنسلفانيا، وكلية هارفارد للحقوق.

## جوائز
حصل على جوائز منها وسام الحرية الرئاسي.

## روابط خارجية
- وليام تداوس كولمان، الابن على موقع مونزينجر (الألمانية)
- وليام تداوس كولمان، الابن على موقع إن إن دي بي (الإنجليزية)